# Анхаков
Анхаков (хак. Онхак) — аал в Аскизском районе Хакасии, расположен на левом берегу реки Абакан, в отрогах Западного Саяна. Расстояние до райцентра — села Аскиз — 15 км, до ближайшей ж.-д. станции Аскиз — 8 км. Население — 275 чел. (01.01.2004). Год основания неизвестен. Приблизительно 1900—1904. В Анхакове находится музей под открытым небом «Хуртуях тас».

## Население
| 2002 | 2010 |
| ---- | ---- |
| 249  | ↘245 |